# Ivan Dončević
Ivan Dončević (Velika Trnava, 1909. november 8. – Zágráb, 1982. március 14.) horvát költő, regényíró, drámaíró, újságíró, szerkesztő és kiadó volt.

## Élete és pályafutása
Középiskoláit Belováron (1921–25), Pozsegában (1925/26) és Zágrábban végezte, ahol 1932–35-ben a Zágrábi Egyetem Mezőgazdasági és Erdészeti Karán agronómiát tanult. 1935-től 1939-ig a „Nova riječ” című hetilap újságírója és szerkesztője volt. A második világháború idején,1942-ben csatlakozott a partizánokhoz. A háború után először a „Vjesnik” főszerkesztő-helyettese, majd 1945/46-ban és 1946/47-ben a Matica hrvatska titkára, valamint a Horvát Népköztársaság Oktatási Minisztériumának kulturális és művészeti osztályvezetője volt. 1950 és 1973 között a Zora kiadó igazgatója. 1950 óta a Jugoszláv Tudományos és Művészeti Akadémia (JAZU) tagja. Hosszú ideig (1949–1972) volt a „Republika” folyóirat szerkesztője.

## Irodalmi tevékenysége
Az irodalomban 1932-ben jelentkezett a Pantheon zágrábi folyóiratban közölt „Himna” (Himnusz) című versével. Ezután különböző irodalmi folyóiratok (Književnik, Hrvatska revija, Hrvatsko kolo, Savremenik, 15 dana, Novosti, Nova riječ stb.) munkatársa volt. Nikola Mraz és Sagittator álneveken is írt. A kritikusok figyelmét a „Ljudi iz Šušnjare” (Šušnjarai emberek, 1933) című költeményével hívta fel magára, amely a szocreál versek közé illeszkedett. Érdeklődésének középpontjában a vidéki kisemberek problémái álltak. Hasonló témát dolgozott fel a „Horvatova kći” (Horvat lánya) című regényében, amelyben a paraszti élet és szokások régi formáinak felbomlását vázolja fel a kapitalizmus nyomása alatt. A háború után a regényt átdolgozták és „Životopis bez svršetka” (Végtelen életrajz, 1948) címmel adták ki. Második világháború előtti Propast című regényében (1936), amelyért megkapta a Horvát Írószövetség díját, a karakter pszichológiai elemzése felé mozdult el. A „Biser i svinje” (Gyöngy és disznók, 1938) című regényében a városi környezet társadalmi problémáival foglalkozik. A „Bezimeni” (Névtelen, 1945) című novellagyűjtemény erős drámai akcentusú realista-naturalista próza, amely a háború eseményeit dolgozza fel. Esztétikai értelemben Dončević legjobb teljesítménye a „Mirotvorci” (Békefenntartók, 1956) című regénye, amelyben valósághűen ábrázolja a horvát vidéki amber szűk szellemi látókörét a háború küszöbén. Ezért a munkájáért megkapta a Jugoszláv Írószövetség díját (1957). A modern ember problémáival és a fogyasztói társadalom deformációival foglalkozik a „Krvoproliće kod Krapine” (Vérontás Korponánál, 1968) című regényében. Az elbeszélő művek mellett verseket is írt, de kisebb sikerrel, és ő a szerzője a „Kazna” (Büntetés) című darabnak (a zágrábi Horvát Nemzeti Színházban 1949-ben mutatták be) is. Műveit lefordították szlovén, cseh, szlovák, eszperantó, orosz és lengyel nyelvre.

## Művei
- Ljudi iz Šušnjare. Zagreb 1933.
- Haganjske priče. Zagreb 1935.
- Horvatova kći. Roman iz seljačkog života. Zagreb 1935.
- Propast (Zemlja, voda i vjetar). Zagreb 1936.
- Biser i svinje. Zagreb 1938.
- Bezimeni. Zagreb 1945.
- Pismo majci u Zagorje. Zagreb 1947.
- Četiri priče. Zagreb 1948.
- Životopis bez svršetka. Zagreb 1948.
- Posljednji Ciganin i druge priče o bezimenima. Zagreb 1951.
- Pred zoru. Beograd 1953.
- Mirotvorci. Zagreb 1956.
- Potopljeni svijet. Zagreb 1963.
- Odabrana proza. Zagreb 1966.
- Krvoproliće kod Krapine. Zagreb 1968.
- Ljudi iz Šušnjare. Novele. Mirotvorci. (Pet stoljeća hrvatske književnosti, 130.) Zagreb 1975.